# Cecil County
Cecil County är ett administrativt område i delstaten Maryland, USA. År 2010 hade countyt 101 108 invånare (2010). Den administrativa huvudorten (county seat) är Elkton. 

## Geografi
Enligt United States Census Bureau har countyt en total area på 1 082 km². 901 km² av den arean är land och 181 km² är vatten. 

### Angränsande countyn
- Chester County, Pennsylvania - nordöst
- Lancaster County, Pennsylvania - nord
- New Castle County, Delaware - öst
- Harford County - väst
- Kent County - syd